# George Kojac
George Harold Kojac (* 2. März 1910 in New York; † 28. Mai 1996 in Fairfax) war ein US-amerikanischer Schwimmer.
Bei den Olympischen Spielen 1928 wurde er über 100 m Rücken Olympiasieger. Außerdem siegte er mit der US-amerikanischen 4 × 200-m-Freistilstaffel zusammen mit Johnny Weissmuller. Im Jahr 1968 wurde er in die Ruhmeshalle des internationalen Schwimmsports aufgenommen.